# 노스데번

노스데번의 위치

노스데번(영어: North Devon)은 잉글랜드 데번주에 위치한 비도시 자치구로 중심 도시는 반스태플이며 인구는 94,059명(2014년 기준), 면적은 1,085.9km2이다.